# Synagoga w Łasku
Synagoga w Łasku – synagoga znajdująca się w Łasku przy dzisiejszej ulicy Strażackiej 4, dawniej zwanej Stefana Żeromskiego.
Synagoga została zbudowana pod koniec XIX wieku na miejscu starej synagogi. Podczas II wojny światowej hitlerowcy zdewastowali synagogę, urządzając w niej rzeźnię dla koni.
Po zakończeniu wojny w zrujnowanej synagodze ponownie zaczęły się odbywać nabożeństwa z udziałem ocalonych Żydów. Wkrótce spółdzielnia Społem wysunęła oferty kupna synagogi, na co się nie zgodzili lokalni Żydzi. Po odmowie sprzedaży synagoga została tak doszczętnie zdemolowana przez nieznanych sprawców, że pozostały tylko mury i pół dachu.
Mimo tego incydentu w synagodze dalej odbywały się nabożeństwa. W grudniu 1949 roku spłonęła remiza Ochotniczej Straży Pożarnej. Po kilku dniach zarząd straży udał się do Sztabu Straży Pożarnej w Łodzi, by się postarał odebrać synagogę, wprowadzając w błąd władze województwa, że w Łasku nie mieszka już ani jeden Żyd.
Władze wojewódzkie, wprowadzone w błąd 21 sierpnia 1950 roku na podstawie decyzji Urzędu do Spraw Wyznań z dnia 28 czerwca 1950 roku przekazały synagogę w posiadanie Ochotniczej Straży Pożarnej w Łasku. Mimo wielu apeli społeczności żydowskiej, synagoga nie została im zwrócona. Po wielu przebudowach synagoga utraciła swój oryginalny wygląd.